# Debtera
Um debtera ou dabtara (ge'ez/tigrinia/amárico: ደብተራ (Däbtära); plural, ge'ez/tigrinia: debterat, Amárico: debtrawoch) é uma figura religiosa itinerante nas Igrejas Ortodoxas Tewahedo da Etiópia e da Eritreia, e na Beta Israel, que canta hinos e danças para os fiéis, e que realiza exorcismos e magia branca para ajudar a congregação. Um debtera reivindicará uma identidade eclesiástica e se comportará como em ordens menores. Eles podem de fato ser oficialmente ordenados como diáconos, ou podem agir fora da hierarquia da Igreja. Eles geralmente são temidos pela população local.

## Educação e deveres oficiais

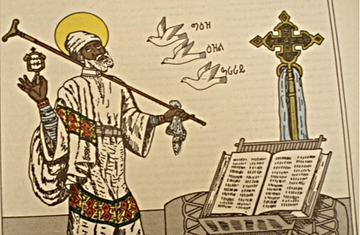
Segundo a tradição cristã, a música da debtera foi desenvolvida por Jarede, um santo.

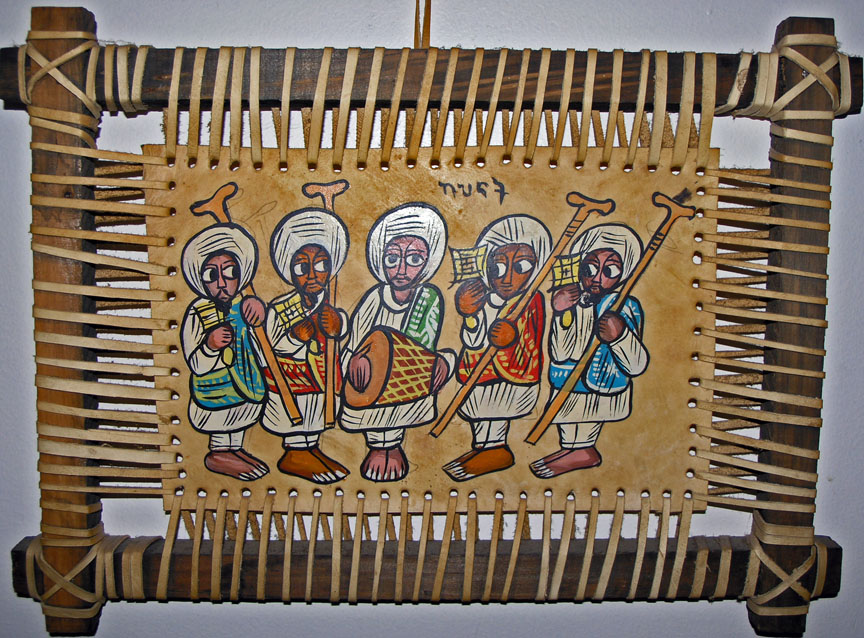
Pintura de debteras atuando.

As debteras são geralmente escolhidas entre famílias de outras debteras e são treinadas desde a infância como escribas (aprendendo geʽez) e como cantores. Muitas vezes, aprendem medicina tradicional e ritos leigos também. Enquanto estudam, muitas vezes vivem da mendicância, do varejo ou da prática da medicina tradicional. O principal objetivo de seus estudos, no entanto, é a tradição escrita e oral referente às funções religiosas, e o teste para a graduação é memorizar o saltério. Antes dos serviços, elas se banham e vestem roupas brancas, turbantes e uma vestimenta larga listrada chamada shamma. As debteras carregam bastões de oração para o serviço, onde cantam, dançam e tocam tambores e sistra fora da igreja ou da sinagoga durante os serviços religiosos.
Sacerdotes (equivalentes de Beta Israel aos Kahens) e debteras são duas profissões distintas, embora seja possível exercer ambas as funções. As Igrejas ortodoxas Tewahedo veem a divisão entre um padre e um debtera como seguindo o modelo usado pelos antigos israelitas.

### Debteras na Igreja Etíope
Durante os serviços da Quaresma, as debteras batem em bastões de oração para manter o ritmo. A Igreja Etíope tolera as performances de debteras, citando a história em II Reis de Davi dançando no templo e o Salmo 47:1 ("Ó bata palmas") como exemplos bíblicos. Essas performances também apresentam símbolos conectados à Paixão de Jesus: o balanço do sistro e a batida dos tambores representam o balanço de Cristo enquanto suporta surras, e a batida dos bastões de oração representa a flagelação de Cristo.

### Entre os Beta Israel
Entre os Beta Israel, o status de debtera é um marco no estudo para se tornar um kahen. Ao contrário dos kahens de pleno direito, que não desempenham nenhuma das funções do debtera, os debteras estão mais próximos dos leigos, muitas vezes servindo como intermediários entre eles e o clero. Um kahen que desiste de sua posição ou é deposto pode servir como um debtera.